# Enòpides
Enòpides (en grec antic: Οἰνοπίδης) fou un destacat matemàtic i astrònom de l'antiga Grècia nadiu de Quios que va viure al segle v aC, contemporani d'Anaxàgores.
Per les seves connexions amb Pitàgores i els seus deixebles hom el suposa un seguidor de la filosofia pitagòrica. El seu coneixement astronòmic derivava del que hi havia aprés dels sacerdots egipcis, car va viure a Egipte durant uns anys. Va donar a conèixer l'obliqüitat de l'eclíptica.
Claudi Elià li atribueix l'invent dels cicles de 59 anys, també atribuït a Filolau. Enòpides va fixar l'any en 365 dies i una mica menys de 9 hores. Hom li atribueix també altres descobriments astronòmics.